# TV Valente
TV Valente foi uma emissora de televisão brasileira sediada em Valente, cidade do estado da Bahia. Operava no canal 7 VHF analógico, e era afiliada à TVE Bahia e à TV Cultura. Pertencia à Associação de Desenvolvimento Sustentável Solidário da Região Sisaleira (APAEB) e à Associação Comunitária de Comunicação e Cultura Valente, esta última mantenedora da emissora de rádio comunitária Valente FM.

## História
Em 2001, a APAEB cria o projeto TV Itinerante Valente. A iniciativa produzia reportagens em vídeo focadas no dia a dia do campo, exibidas por meio de telões instalados em praça pública na sede e na zona rural do município de Valente.
Em 2003, com apoio financeiro da organização não governamental belga Volens, o projeto se transformou em uma produtora responsável pela realização do Jornal de Valente, telejornal exibido na TV Cultura do Sertão, de Conceição do Coité, e produzido em parceria com a equipe da Valente FM.
No mesmo ano, a APAEB e a Associação Comunitária de Comunicação e Cultura Valente, responsável pela emissora de rádio, montam uma emissora de televisão local. Em setembro de 2003, entra no ar a TV Valente, pelo canal 7 VHF, retransmitindo a programação da TVE Bahia. O Jornal de Valente, por sua vez, passa a ser transmitido na nova emissora. Além do jornalístico, era exibido aos sábados o programa de variedades Alto Astral, apresentado por Peu Gordiano, que contava com apresentações de artistas locais.
Na manhã de 13 de junho de 2007, a TV Valente é retirada do ar devido a uma fiscalização de agentes da Agência Nacional de Telecomunicações (ANATEL), que ao constatarem a falta de autorização para operar, lacraram e apreenderam os equipamentos da emissora.
Após a TV Valente sair do ar, a APAEB ainda manteve a estrutura de produção dos programas como uma produtora audiovisual, e seguiu na tentativa de conseguir uma outorga para retomar as atividades de televisão aberta. A emissora, no entanto, nunca voltou ao ar.

## Programas
Além de retransmitir a programação nacional da TV Cultura e estadual da TVE Bahia, a TV Valente produziu e exibiu os seguintes programas:
- Alto Astral
- Jornal de Valente

## Equipe

### Membros antigos
- Claudia Freire[10]
- Glauco Wanderley[11]
- Ilma Silva[11]
- Jamilton Araújo[11]
- Krivani Lopes[11]
- Lívia Santos[11]
- Peu Gordiano[12]
- Toni Carvalho[13]
- Tony Sampaio[11]